# Vicki Cardwell
Pour les articles homonymes, voir Cardwell.
Vicki Cardwell (née Hoffmann), née le 21 avril 1955 à Adélaïde, est une joueuse de squash australienne. Elle est l'une des meilleures joueuses de la fin des années 1970 au milieu des années 1990. Durant sa carrière, elle est championne du monde en 1983 et remporte le British Open quatre fois consécutivement de 1980 à 1983.
Sa fille Sarah Cardwell est également joueuse professionnelle de squash, se qualifiant pour le tableau final de l'US Open 2013.

## Biographie
Elle dispute le plus long match féminin lors de la finale du championnat du monde 1981, match qui dure 2 h 7,.
Elle prend sa retraite sportive lors des championnats du monde 1997.
Depuis sa retraite du jeu de haut niveau, elle connaît un succès constant dans les compétitions seniors. Elle remporte quatre championnats du monde masters entre 1987 et 1995.
Vicki Cardwell a été intronisée au Sport Australia Hall of Fame (en) et comme légende du Squash Australia Hall of Fame. Le gouvernement australien a également reconnu sa contribution et ses services au sport australien en lui accordant la British Empire Medal.

## Palmarès

### Titres
- Championnats du monde: 1983
- British Open : 4 titres (1980, 1981, 1982, 1983)
- Australian Open: 7 titres (1979, 1980, 1982-1984, 1988-1989)
- Scottish Open : 2 titres (1980, 1981)
- Championnats du monde par équipes : 1981

### Finales
- Championnats du monde: 1981
- British Open : 1978
- Carol Weymuller Open : 1993